# Berner Rätsel
Die Berner Rätsel (auch Aenigmata Bernensia, Aenigmata Hexasticha oder Rätsel des Tullius) sind eine Sammlung von 64 lateinischen Rätselgedichten in hexametrischer Form, die um 700 verfasst wurden.
Der Name leitet sich vom Titel der ältesten Handschrift ab, in der die Rätsel gefunden wurden, nämlich dem Codex Bernensis 611 im Besitz der Burgerbibliothek Bern. Der Verfasser der Berner Rätsel ist nicht bekannt. Es ist aber davon auszugehen, dass sich die Berner Rätsel an den Aenigmata des Symphosius und an den Rätselgedichten des Aldhelm von Sherborne orientieren.

## Editionen
- Dieter Bitterli (Hrsg.): Die Berner Rätsel. Aenigmata Bernensia. Lateinisch-deutsch. Herausgegeben, übersetzt und kommentiert (Sammlung Tusculum). Walter de Gruyter, Berlin/Boston 2024, ISBN 978-3-11-133307-6.
- Fr. Glorie (Hrsg.): Aenigmata Tulli. In: Variae collectiones aenigmatum Merovingicae aetatis (= Corpus Christianorum. Series Latina. Band 133a). Brepols, Turnhout 1968, S. 541–610.
- Karl Strecker (Hrsg.): Aenigmata Hexasticha. In: Monumenta Germaniae Historica: Poetae Latini aevi Carolini. Band 4.2, Weidmann, Berlin 1914, S. 732–759.